# 장정 (축구인)
장정(張政, 1964년 5월 5일 ~ )은 대한민국의 전 축구 선수 및 축구 지도자로 현역 시절 FC 서울과 성남 FC 등에서 수비수로 활동했다. 또한 1983년 FIFA 세계 청소년 축구 선수권 대회 4강 신화의 주역 중의 하나로 손꼽히며 스리랑카 성인대표팀과 스리랑카 올림픽 대표팀의 감독직을 역임했다.

## 축구인 경력

### 클럽 경력
1987년 럭키금성 황소에 입단하여 1988년까지 활동하였으며 그 후 일화 천마로 이적하여 일화 천마의 창단 멤버가 되었으나 공식 경기에 한 경기도 출전하지 못하고 말레이시아 세미 프로팀으로 이적하였는데 한때 대우 로얄즈가 가계약까지 마친 상태였으나 럭키금성 황소가 중간에 끼여들어 많은 계약금을 보장하고 영입했다.

### 국가 대표 경력
- 1983년 FIFA 세계 청소년 축구 선수권 대회 대표
- 1984년 AFC 아시안컵 대표

## 수상

### 선수
- 1983년 FIFA 세계 청소년 축구 선수권 대회 4강